# برستون باينوم
برستون باينوم هو عضو مجموعة ضغط وسياسي أمريكي، ولد في 8 يونيو 1939 في بريور كريك في الولايات المتحدة، وتوفي في 31 أكتوبر 2018 في ليكلاند في الولايات المتحدة بسبب قصور القلب. نشط حزبياً في الحزب الجمهوري. وقد انتخب عضو مجلس نواب أركنساس ‏.